# Hong Kong Football Club Stadium
Le Hong Kong Football Club Stadium (en chinois : 香港足球會球場) est un stade omnisports hongkongais situé à Happy Valley, quartier de Hong Kong. Il est principalement destiné à la pratique du football et du rugby à XV.
Le stade, doté de 2 750 places et inauguré en 1886, sert d'enceinte à domicile pour l'équipe de football du Hong Kong Football Club, ainsi qu'à l'équipe de rugby à XV du Natixis Hong Kong Football Club Select.

## Histoire
Le stade accueille des matchs du Tournoi de Hong Kong de rugby à sept entre 1976 et 1981.
Le terrain est doté d'une pelouse artificielle depuis 2004.
Le stade est également utilisé par des équipes juniors de football et de rugby, qui s'entraînent les samedis et dimanches.

## Transports
Le stade se situe à 10-15 min à pied de la station de métro Causeway Bay sur la Island Line.

## Galerie

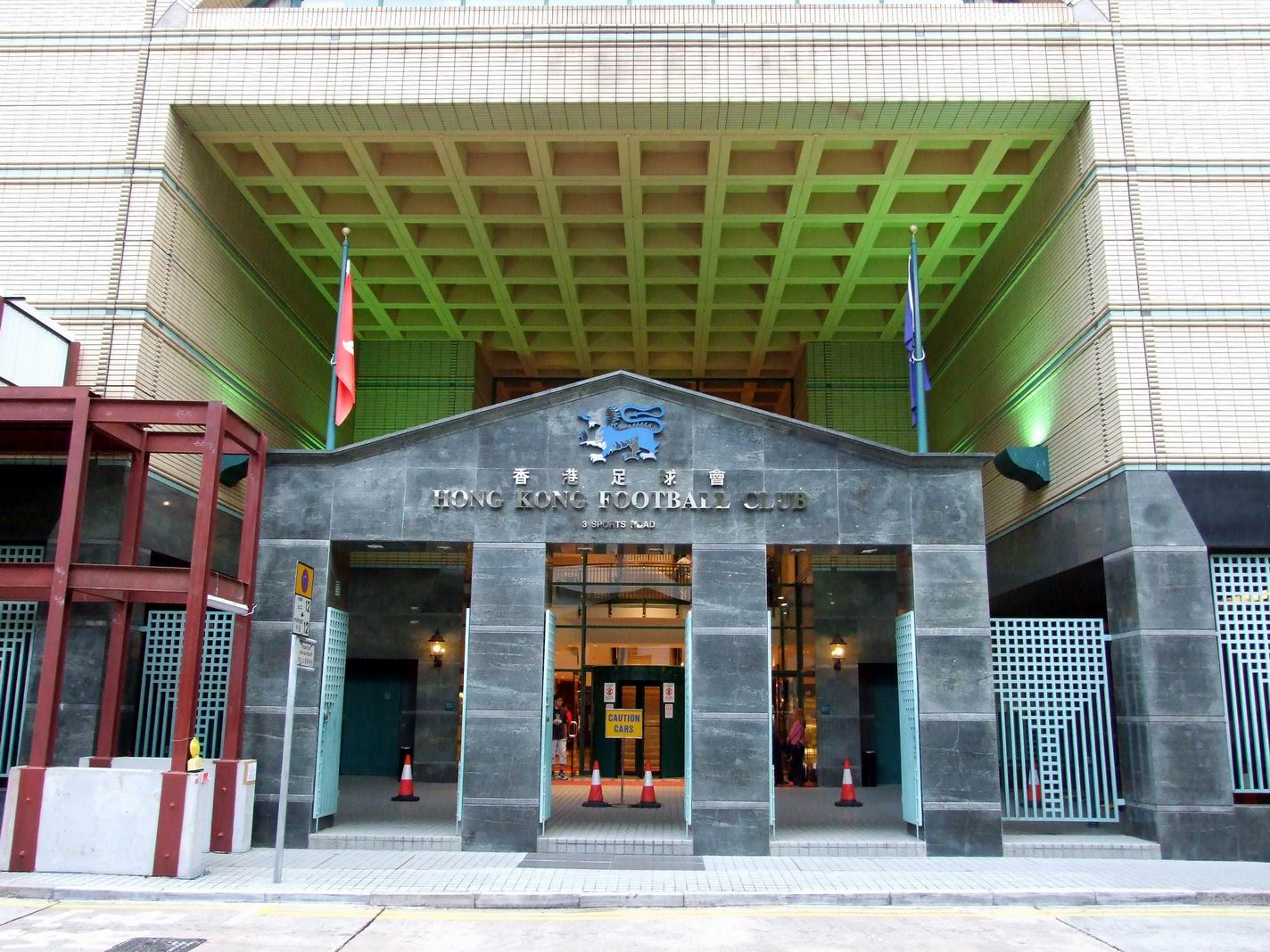
Entrée du stade